# Torneo Nacional de Boxeo Playa Girón 1966
Das Torneo Nacional de Boxeo Playa Girón 1966 wurde vom 4. bis zum 10. Dezember 1966 in Havanna ausgetragen und war die fünfte Austragung der nationalen kubanischen Meisterschaften im Amateurboxen.

## Medaillengewinner
Die Meistertitel wurden in zehn Gewichtsklassen vergeben.
| Gewichtsklasse                  | Gold                | Silber            | Bronze            |
| ------------------------------- | ------------------- | ----------------- | ----------------- |
| Fliegengewicht (bis 51 kg)      | Luis Mariano Cesé   | Alfredo Capote    |                   |
| Bantamgewicht (bis 54 kg)       | Fermín Espinosa     | Jorge Luis Romero | Manuel Torres     |
| Bantamgewicht (bis 54 kg)       | Fermín Espinosa     | Jorge Luis Romero | Raúl Hernández    |
| Federgewicht (bis 57 kg)        | Francisco Oduardo   | José Tape         | Pedro Suárez      |
| Federgewicht (bis 57 kg)        | Francisco Oduardo   | José Tape         | Roberto Caminero  |
| Leichtgewicht (bis 60 kg)       | Enrique Regüeiferos | Roberto M. Chappó | Rolando Rodríguez |
| Halbweltergewicht (bis 63,5 kg) | Gerardo Acea        | Lázaro Alfonso    | Félix Betancourt  |
| Weltergewicht (bis 67 kg)       | Andrés Molina       | Rolando Garbey    | Virgilio Jiménez  |
| Weltergewicht (bis 67 kg)       | Andrés Molina       | Rolando Garbey    | Felipe Castillo   |
| Halbmittelgewicht (bis 71 kg)   | Juan L. Martínez    | Andrés Faure      | Nery Machado      |
| Halbmittelgewicht (bis 71 kg)   | Juan L. Martínez    | Andrés Faure      | Marcos A. Santana |
| Mittelgewicht (bis 75 kg)       | Joaquín Delís       | Marcelino Buides  | Juan E. Milian    |
| Halbschwergewicht (bis 81 kg)   | Silvio Quesada      | Domingo Alfonso   |                   |
| Schwergewicht (über 81 kg)      | Adolfo Gálvez       | José Luis Cabrera |                   |